# Hypotrachyna galbinica
Hypotrachyna galbinica är en lavart som beskrevs av Elix, Laily & Wahid. Hypotrachyna galbinica ingår i släktet Hypotrachyna och familjen Parmeliaceae.   Inga underarter finns listade i Catalogue of Life.